# Christian Gottlob Wilke

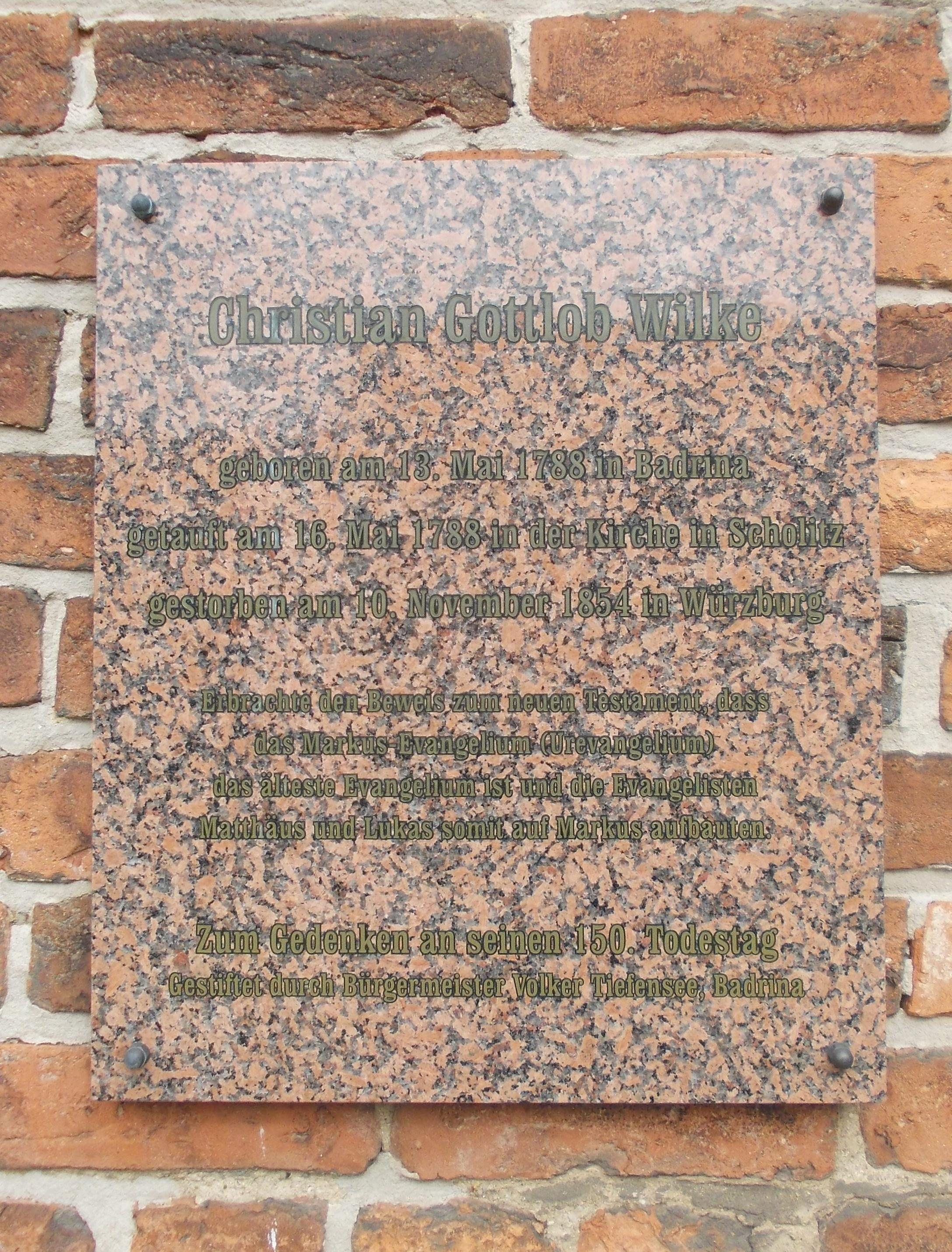
Gedenktafel für Wilke an seiner Taufkirche in Scholitz

Christian Gottlob Wilke (* 13. Mai 1788 in Badrina bei Delitzsch; † 10. November 1854 in Würzburg; auch Christian Gottlieb Wilke) war ein deutscher Theologe.

## Leben
Der Taufeintrag Wilkes befindet sich im Kirchenbuch der Kirche von Lindenhayn, sein Vater war Katechet und als solcher später in Werben bei Pegau tätig.
Wilke wurde als Protestant getauft und erzogen, und nach dem Besuch des Gymnasiums in Zeitz studierte er in Leipzig Philosophie und Theologie. 1814 wurde er Feldprediger bei der sächsischen Landwehr, später Pfarrer in Hermannsdorf im Erzgebirge. 1838 ließ er sich in Dresden nieder, wo er im gleichen Jahr sein Werk Der Urevangelist oder die exegetisch kritische Untersuchung über die Verwandtschaftsverhältniß der drei ersten Evangelien veröffentlichte. In dieser Arbeit behauptete er, dass der Evangelist Markus der „ursprüngliche Evangelist“ gewesen war und als Quelle für die Evangelien von Matthäus und Lukas diente (Wilke-Hypothese, Synoptisches Problem). Im selben Zeitraum kam der von Wilke unabhängige Philosoph Christian Hermann Weisse zu dem gleichen Schluss. Ab 1838 arbeitete er in Dresden unter anderem an seinem Wörterbuch zum Neuen Testament.
1846 konvertierte Wilke mit seiner Ehefrau zum katholischen Glauben. Er wurde in Freiburg promoviert. In Würzburg überarbeitete er seine beiden Hauptwerke (Clavis Novi Testamenti philologica und Lexicon) aus katholischer Sicht.

## Werke
- Der Urevangelist, oder exegetisch-kritische Untersuchung über das Verwandtschaftsverhältnis der drei ersten Evangelien. Dresden/Leipzig 1838
- Die neutestamentliche Rhetorik : ein Seitenstück zur Grammatik des neutestamentlichen Sprachidioms. Arnold, Dresden 1843.
- Die dreiköpfige Schlange, die nach der Kirche sticht : eine ernste Warnung an die Freunde und Feinde der Kirche mit Hinsicht auf das Votum des Hrn ... K. G. Bretschneider in Gotha. Jackowitz, Leipzig 1845.
- Die Frage: Kann ein protestantischer Christ mit gutem Gewissen zur römischkatholischen Kirche übertreten? : Freimüthig und gewissenhaft beantwortet von einem protestantischen Theologen. [d. i. Christian Gottlob Wilke]. Manz, Regensburg 1845.
- Anleitung die Schriften des neuen Testaments auszulegen und zu erklären, etc. Dresden/Leipzig 1845.
- Clavis Novi Testamenti philologica : usibus scholarum et iuvenum theologiae studiosorum accommodata. Dresden 1841 (Arnold), 2 Bde., Bd. 1: XXII, 662 S., Bd. 2: 651 S.; 2. Aufl. 1850, bei Internet Archive
- Biblische Hermeneutik : nach kath. Grundsätzen in streng systemat. Zshg. u. unter Berücks. d. neuest. approbirten hermeneut. Lehrbüch. insbes. d. Lib. I. II. ; De interpretatione scriptur sacr. des Francisc. Xaver. Patritius, ed. Romae 1844. Würzburg:  Stahel, 1853
- Lexicon graeco-latinum in libros Novi Testamenti : usibus scholarum et iuvenum s. theologiae catholicae studiosorum accommodatum. Manz, Regensburg 1858, hg. Valentin Loch, VIII, 858 S., bei Bayerische StaatsBibliothek digital